# Пйотр Глас
Пйотр Глас (пол. Piotr Glas) — польський католицький священник, колишній екзорцист католицької єпархії в Портсмуті на півдні Англії. Відомий реколекціоніст, чиї проповіді та конференції збирають натовпи поляків. Сотні тисяч користувачів Інтернету вже прослухали його відступ в Інтернеті. Відомий великою пошаною до Богородиці.
Він народився в Рабці. Навчався в Люблінському католицькому університеті. Спочатку служив священником в Щецині. Врешті-решт він поїхав до Великої Британії. Майже двадцять років служив в єпархії Портсмут. Однак він часто приїздить до Польщі, де його вітають натовпи віруючих. Він відомий реколекціоніст, також проводить конференції та проповідує. Він часто виступає в ЗМІ на теми, пов'язані з католицькою вірою. Багато записів можна знайти в youtube
Майже десять років отець Глас був служив екзорцистом окрім своїх щоденних обов'язків священника. Він неодноразово розповідав про свій досвід з тих часів під час інтерв'ю та у своїх публікаціях.
Отець Пйотр Глас відомий своєю відданістю культу Божої Матері (він бере приклад з св. Людовіка Марії Гріньйон де Монтфорта, св. Максиміліана Марії Кольбе та інших святих католицької церкви). Деякі його погляди часто були предметом дискусій в інтернеті.
15 жовтня 2016 року в Ясній Горі, о. Глас, в присутності понад 200 000 вірян, молився за звільнення Польщі від впливу злих сил, це зібрання назвали Велика покута (Wielka pokuta).

## Публікації

### На польській мові
- Dzisiaj trzeba wybrać: O potędze Maryi, walce duchowej i czasach ostatecznych (2017) — rozmowa z Tomaszem Terlikowskim
- Dekalog: Prawdziwa droga w czasach zamętu (2018) — rozmowa z Tomaszem Terlikowskim
- Proroctwo, które można wypełnić (2019) — praca zbiorowa
- 40 dni walki duchowej (2019)
- Ostatnie wołanie Maryi (2019)
- Ocalenie w Maryi (2020)

Деякі книги перекладено на інші мови. Наприклад на російській мові є книга «Сегодня нужно выбирать»